# As Blood Runs Black
As Blood Runs Black — американская дэткор-группа из Лос-Анджелеса. За всё время существования коллектив выпустил 3 альбома. Дебютный альбом Allegiance вышел 6 июня 2006 года. Второй альбом Instinct вышел 15 марта 2011 года. Instinct занял 1 строчку в чарте «Billboard Heatseakers Albums» и 111 строчку в чарте «Billboard 200». 30 июня 2013 года коллектив сообщил, что будет выпускать самостоятельно альбом Ground Zero с помощью краудфандинга IndieGoGo; сбор средств прошёл успешно и альбом вышел 27 октября 2014 года.

## История

### Образование, смена состава иAllegiance(2003—2007)
As Blood Runs Black образовались в 2003 году в Лос-Анджелесе. Ранее участники играли в группе Broken Stems, в состав которой входили вокалисты Луи Рувалькаба и Энрике Мартин, басист Ричард Рэйс, и гитаристы Биджон Ройбал и Кайл Хазенштаб. Ударник Broken Stems, Брайан «Animal» Матут, вскоре покинул группу и его заменил Гектор «Lech» Де Сантьяго. После недолгого существования и написания нескольких песен, группа решила изменить название на As Blood Runs Black и сыграть свой первый концерт в Сан Педро, Лос-Анджелес. Авторами текста первого трека коллектива «Before the Break of Dawn» стали Луи Рувалькаба и Энрике Мартин, когда как басист Ричард Рэйс написал текст для песен «Hester Prynne» и «In Dying Days». Оба трека вошли в дебютный альбом группы. В 2004 и 2005 году коллектив выпустил 2 демозаписи, в которые вошли композиции «Hester Prynne» и «In Dying Days».
В 2005 году группа собиралась приступить к записи дебютного альбома, однако Рувалькаба, Мартин, Рэйс, Ройбал и Хазенштаб покидают коллектив, тем самым оставив Де Сантьяго единственным участником коллектива. Де Сантьяго принял решение собрать новый состав, в который вошли басист Ник Стюарт, гитарист Эрни Флорс и вокалист Крис Блэр. Коллектив вернулся в студию для записи дебютного альбома Allegiance, который вышел 6 июня 2006 года на лейбле Mediaskare Records. Чуть позже после релиза Сэл Мендез был приглашён в группу на роль второго гитариста. Следующие 2 года As Blood Runs Black проводили гастрольные туры в поддержку альбома Allegiance, а также в 2007 году участвовали в туре «Summer Slaughter».

### Уход Блэра и Мендеза, смены вокалистов (2008—2009)
В конце 2008 года Крис Блэр и Сэл Мендез покинули коллектив перед австралийским туром.
В 2009 году As Blood Runs Black временно взяли на роль вокалиста Дэнни Лила, в то время как он являлся вокалистом в группе Upon a Burning Body. Лил гастролировал с группой первую половину года, однако не мог остаться, в связи с занятостью в Upon a Burning Body. Джонни Макби, вокалист дэткор-группы The Browning, выступал с коллективом оставшуюся часть года.

### Смена состава иInstinct(2010—2012)
В начале 2010 года коллектив представил нового вокалиста — им стал Кен Максвелл. До As Blood Runs Black Максвелл был вокалистом в группе Behead the Tyrant. Чуть позже, в том же году коллектив покинул гитарист Эрни Флорс, а на замену ему пришли гитаристы Дэн Шугармен и Грэг Киркпатрик. Этим составом группа записала новую композицию «Resist», которая была единственной, в записи которой участвовал Кен Максвелл. Во время гастролей в Анагейме, Соник Гарсия, вокалист группы Fallen Figure, присоединился к группе на сцене, исполнив песню «In Dying Days» вместе с Максвеллом.
Однако, спустя несколько месяцев, Максвелл был выгнан из группы из-за конфликтов с другими участниками и Соник Гарсия был принят в коллектив в качестве нового вокалиста. Композиция «Resist» была перезаписана с Гарсией на вокале. Затем коллектив вошёл в студию для записи второго альбома Instinct, который вышел 15 марта 2011 года и в течение следующих двух лет коллектив проводил гастрольные туры в поддержку альбома.
В конце 2012 года на выступлении в Сан-Диего Крис Блэр появился на сцене с группой в качестве специального гостя, исполнив композицию «In Dying Days». Это был заключительный тур для вокалиста Соника Гарсии, после чего он покинул коллектив по семейным обстоятельствам. После своего ухода Гарсия порекомендовал группе взять Кристофера Бартоломью на роль вокалиста.

### Ground Zeroи распад (2013-настоящее время)
После гастролей в 2013 году As Blood Runs Black приступили к работе над третьим альбомом Ground Zero, который стал первым альбомом, выпущенным самостоятельно, из-за конфликта с лейблом Mediaskare Records. Коллектив сообщил, что будет выпускать альбом с помощью краудфандинга на IndieGoGo. В начале 2014 года вышла композиция «Vision», ставшая первой работой для вокалиста Кристофера Бартоломью. Позже, в интернете появились слухи о распаде группы.
12 августа 2014 года ударник Гектор Де Сантьяго объявил о распаде группы. Однако, после анонса, 18 августа 2014 коллектив выпустил новый сингл «Insomniac» и анонсировал прощальный тур по Северной Америке в поддержку нового альбома, который начался осенью 2014. После завершения тура музыканты разошлись по своим проектам. Альбом Ground Zero был выпущен самостоятельно 27 октября 2014 года.

## Состав

### Нынешний состав
- Гектор «Леч» Де Сантьяго — ударные (2003–2007, 2009–настоящее время)
- Ник Стюарт — бас-гитара (2005–настоящее время)
- Грэг Киркпатрик — ритм-гитара (2010–настоящее время)
- Кристофер Бартоломью — вокал (2012–настоящее время)

### Бывшие участники
- Энрике Мартин — вокал (2003–2004)
- Луи Рувалькаба — вокал (2003–2005)
- Кайл Хазенштаб — соло-гитара (2003–2005)
- Биджон Ройбал — ритм-гитара (2003–2005)
- Ричард Рэйс — бас-гитара (2003–2005)
- Джос Дэвила — бас-гитара (2004)
- Крис Блэр — вокал (2005–2008)
- Эрни Флорс — соло-гитара (2005–2010)
- Сэл Мендез — ритм-гитара (2006–2008)
- Райан Халперт — ударные (2007–2009)
- Джонни МакБи — вокал (2009)
- Кен Максвелл — вокал (2010)
- Соник Гарсия — вокал (2010–2012)
- Дэн Шугармен — соло-гитара (2010–2016)

### Гастрольные музыканты
- Райан Томас — ударные (2007)
- Дэнни Лил — вокал (2009)
- Нита Штраусс — гитара (2010–2011)
- Роман Кестер — ритм-гитара (2013–2014)
- Коди Стюарт — гитара (2014)

## Дискография
Альбомы
- Allegiance (2006)
- Instinct (2011)
- Ground Zero (2014)

Видеоклипы
| Год  | Название                         | Альбом      |
| ---- | -------------------------------- | ----------- |
| 2006 | «My Fears Have Become Phobias»   | Allegiance  |
| 2006 | «The Brighter Side of Suffering» | Allegiance  |
| 2011 | «Resist»                         | Instinct    |
| 2012 | «In Honor» (live)                | Instinct    |
| 2014 | «Vision»                         | Ground Zero |